# San Paolo Albanese

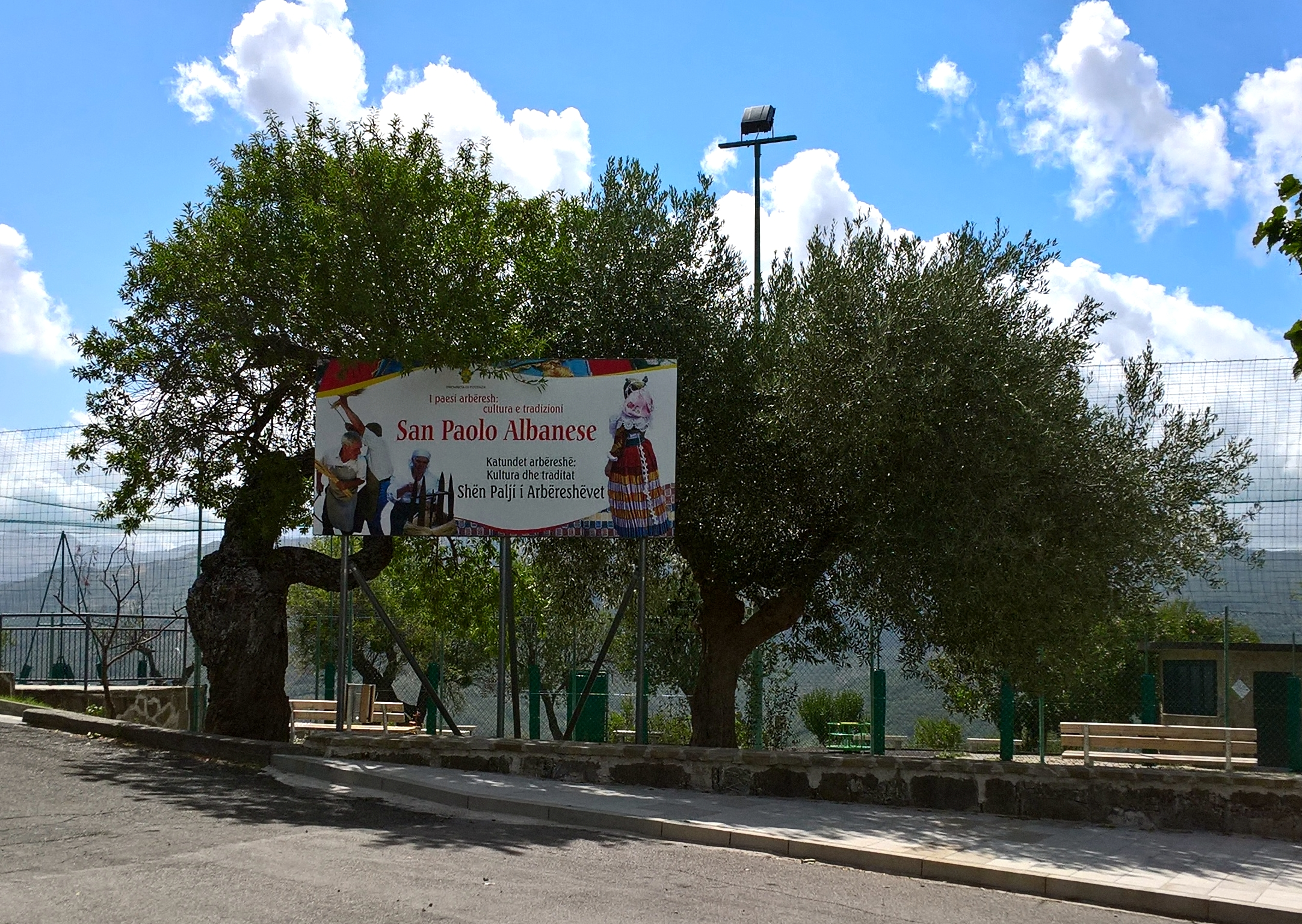
Willkommensschild in Italienisch und Arbëresh

San Paolo Albanese (in Arbëresh, IPA: [ar'bəreʃ]: Shën Pali Arbëreshë, von 1936 bis 1962 Casalnuovo Lucano genannt) ist eine von Arbëresh (IPA: [ar'bəreʃ]) gegründete süditalienische Gemeinde in der Provinz Potenza in der Region Basilikata und zählt 215 Einwohner (Stand am 31. Dezember 2023).

## Lage
Die Gemeinde liegt etwa 80,5 Kilometer südöstlich von Potenza im Nationalpark Pollino, gehört zur Comunità montana Val Sarmento und grenzt unmittelbar an die Provinz Cosenza in Kalabrien.
Zu den Fraktionen zählen Cornalita und Felicita. Die Nachbargemeinden sind Alessandria del Carretto, Cersosimo, Noepoli, San Costantino Albanese und Terranova di Pollino.

## Geschichte
San Paolo Albanese wurde um 1534 von albanischen Einwanderern (Arbëresh) gegründet.

## San Paolo Albanese heute
Heute wird in San Paolo Albanese noch fließend die albanische Sprache der Vorfahren gesprochen und seine Einwohner gehören zur albanischen ethnischen und sprachlichen Minderheit Italiens, die durch das Gesetz 482 „Zum Schutz der historischen Sprachminderheiten“ vom 15. Dezember 1999
Legge 15 Dicembre 1999, n. 482 - Norme in materia di tutela delle minoranze linguistiche storiche (deutsch: Vorschriften über den Schutz der historischen Sprachminderheiten). In: Camera.it. Abgerufen am 11. September 2017 (italienisch). geschützt werden.
San Paolo Albanese verfügt über den vom Gesetz 482/99 vorgesehenen „Sportello Linguistico Comunale“ (sprachlicher Gemeindeschalter) zum Schutz und zur Entwicklung des ethnolinguistischen Erbes.

## Sehenswürdigkeiten
- Die italo-albanische Kirche Chiesa Esaltazione della Santa Croce aus dem Jahr  1721 in Piazza Vittorio Veneto
- Chiesa San Rocco aus dem Jahr 1614 in Piazza San Rocco
- Cappella di San Francesco in Contrada San Francesco
- Piazza Skanderbeg
- Palazzi Smilaro in Piazza Vittorio Veneto
- Museo della cultura Arbëreshë in Via Regina Margherita, 15

## Verkehr

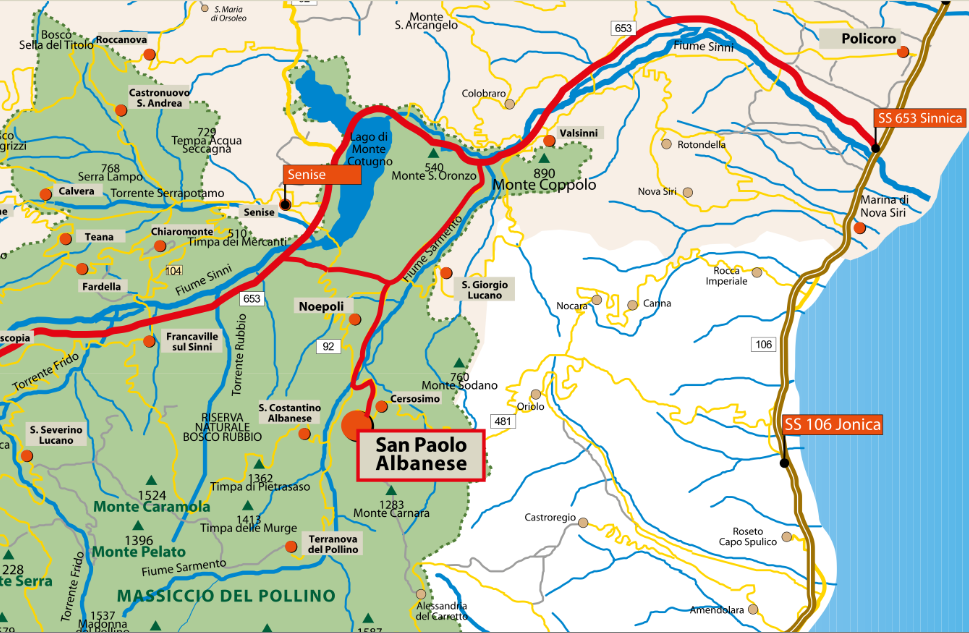
Die Lage von San Paolo

Hier trifft die Strada Statale 481 della Valle del Ferro von Noepoli nach Amendolara auf die frühere Strada Statale 92 dell'Appennino Meridionale von Potenza nach Villapiana.